# Kim Kuk-tae
Kim Kuk-thae (en coreano: 김국태; Provincia de Hamgyŏng del Norte, Corea Japonesa, 27 de agosto de 1924-Pyongyang, 13 de diciembre de 2013) fue un Apparátchik del Partido del Trabajo de Corea, el partido único de Corea del Norte.

## Biografía
Kim era el hijo mayor del Kim Chaek, uno de los generales de confianza de Kim Il-sung. Fue a las escuelas más prestigiosas de Corea del Norte, incluida a la Escuela Revolucionaria Bandera Roja de Mangyongdae y Universidad Kim Il-sung, y comenzó a trabajar para el Partido del Trabajo de Corea a finales de los 40. En 1963, fue nombrado general para servir como subdirector del Buró Político General del Ejército Popular de Corea hasta 1968, donde trabajó para consolidar el control político de Kim Il-sung sobre el ejército. En 1968 fue un miembro suplente del Comité Central del Partido de los Trabajadores de Corea (promocionado a miembro de pleno derecho en el Quinto Congreso del Partido en 1970) y director del Departamento de Publicidad e Información, donde trabajó de forma cercana con Kim Jong-il. A medida que el departamento de propaganda cayó bajo el control del futuro líder, Kim fue transferido a la dirección del Departamento de Cultura en 1971 y presidente de la Escuela Superior del Partido de Kim Il-sung en 1976, pero aparentemente perdió la confianza del líder y feu llevado a ser embajador norcoreano en Etiopía.
Kim Kuk-thae fue llamado a regresar a Corea del Norte en 1980 para encargarse de los preparativos del 6º Congreso del Partido. Recibió la Orden de Kim Il-sung en 1982. Fue promocionado a otros puestos de responsabilidad, como el de director del Departamento de Propaganda (1983–1984), director del Departamento de Educación (1984–1985), director del Departamento de Cuadros (1985–1990) y presidente de la Escuela Superior del Partido (1990–1992).
En 1993 Kim se convirtió en secretario de asuntos de cuadros del partido y director del Departamento de Cuadros, con responsabilidad general sobre el nombramiento y la gestión del personal, y fue considerado como un ayudante cercano de Kim Jong-il. También se desempeñó como presidente del Comité de Selección de Credenciales de los Diputados de la Asamblea Suprema del Pueblo en dos épocas (1998–2003, y 2009–2013), siendo diputado desde 1967. En 2010 fue transferido a ser el jefe del Conctrol Central del Partido y promocionó al Politburo. En 2012, desapareció de la carrera pública a pesar de ocupar un cargo destacado.

## Muerte
Murió el 13 de diciembre de 2013 de una ataque cardíaco después de cinco décadas de carrera. Fue enterrado en el Cementerio de los Mártires Patrióticos.